# Exploitation minière de pillage
L'exploitation minière de pillage (en espagnol : minería de rapiña) désigne l'extraction exclusive du minerai de teneur la plus élevée, avec peu ou pas de développement de la mine. Ce type de minage "génère souvent une mauvaise exploitation des ressources et de sérieux problèmes dans les exploitations". Dans la minière de rapine, il n'y a pas de grandes considérations sur le cycle de vie de la mine. En général, la minière de rapine a historiquement nécessité moins de main-d'œuvre et a été plus informelle que d'autres formes de minage.
Les minerais qui se présentent sous forme de veines sont souvent sujets à la minière de rapine au détriment de méthodes comme la fosse suspendue, fosse coupe et remplissage, ou par affaissement de blocs. Lorsqu'elle est appliquée à des veines en surface, cette forme de minage tend à laisser derrière elle des tranchées qui, si elles sont anciennes, peuvent constituer des vestiges archéologiques d'époques où il n'y avait pas de technique ni de capacité pour un autre type de minage. Dans certains cas, en particulier pour les petits mineurs, la minière de rapine a été plus qu'une option, mais une nécessité pour rembourser des crédits avec de hauts taux d'intérêt. Un exemple de minière de rapine avec des résultats catastrophiques s'est produit au Pérou en 1786, lorsque la mine de mercure Santa Bárbara de Huancavelica a subi un effondrement qui a tué plus de cent personnes à cause de l'exploitation du minerai dans des endroits qui soutenaient la structure de la mine.
Par extension, le terme a également été utilisé de manière péjorative pour désigner certaines formes d'extraction de granulats.